# Laurentum
Laurentum (gr. Λαύρεντον, Strab. et al.; Λωρεντόν) fu una città del Latium vetus, già scomparsa nella tarda età repubblicana.
Situata sulla via Laurentina a 10 miglia romane dal centro di Roma, e a sei miglia dalla vicina Lavinium, sarebbe stata la più antica città dei Latini.. La via Severiana la collegava a Ostia. Secondo Plinio i resti della città si trovavano nella sua villa, i cui ruderi oggi si trovano all'interno della tenuta presidenziale di Castel Porziano pur essendone ancora controversa l'esatta ubicazione.

## Etimologia
Il suo nome derivava dalla pianta del lauro (Laurus) che prosperava nel suo territorio. Chi era originario di Laurentum si chiamava nell'antica Roma Laurentiius, da cui derivano i nomi moderni di Lorenzo/Lorenza/Laura.

## Storia
Secondo il mito fu fondata nel XIII secolo a.C. da Pico, un antico re del Lazio da cui sarebbe disceso il mitico re Latino. Su Laurentum regnò per 35 anni re Latino, figlio di Fauno e di una ninfa locale, discendente di Saturno, la sua sposa si chiamava Amata e sua figlia Lavinia.
Secondo il poeta Virgilio vi si stabilirono i troiani guidati da Enea al termine della loro fuga da Troia, dopo essere sbarcati sulle coste del Latium nei pressi della foce del Tevere nel 1180 a.C. circa, ospiti di re Latino che volle concedere in sposa ad Enea sua figlia Lavinia, già promessa in sposa a Turno re dei Rutuli. Durante la guerra che ne seguì tra Rutuli e Troiani Laurentum sarebbe stata abbandonata o addirittura distrutta, e i suoi abitanti si sarebbero trasferiti, fondando nelle vicinanze Lavinium.
Tito Livio pone nel territorio di Laurentum il mitico luogo dove Enea sarebbe sbarcato con gli esuli troiani, e dove sarebbe avvenuto il successivo incontro con il re Latino.
Sempre Livio racconta, che nell'VIII secolo a.C., nel momento in cui Romolo e Tito Tazio governavano congiuntamente Roma, gli ambasciatori dei Laurentes vennero a Roma, dove furono percossi dai parenti di Tazio. I Laurentes si lamentarono, ma Tazio accordò un peso maggiore ai propri parenti piuttosto che all'offesa subita dai Laurentes. In seguito, giunto poi Tito Tazio nella vicina Lavinio per un sacrificio solenne, fu assassinato in un moto di piazza.
Secondo Plutarco invece furono gli abitanti di Laurentum ad uccidere il re Tito Tazio; furono poi soggiogati dal re Tullo Ostilio. Laurentum decadde dopo una sconfitta navale. 
Nel consolato in cui Marco Popilio Lenate ottenne il trionfo per il successo contro i Galli, il 350 a.C., la costa tra Ostia e Laurentum fu colpita dai saccheggi dei pirati greci.
Il poeta Marco Anneo Lucano nei suoi Pharsalia, ambientati all'epoca della guerra civile tra Cesare e Pompeo, ricorda le rovine polverose di Gabii, Veio, Cori e Laurentum.
Nel III secolo Erodiano lo ricorda come un piccolo villaggio circondato da una selva di lauri, che ne rendevano particolarmente salubre l'aria, tanto che l'imperatore Commodo vi si rifugiò durante una grave pestilenza che colpì Roma all'inizio del suo impero.

## Localizzazione

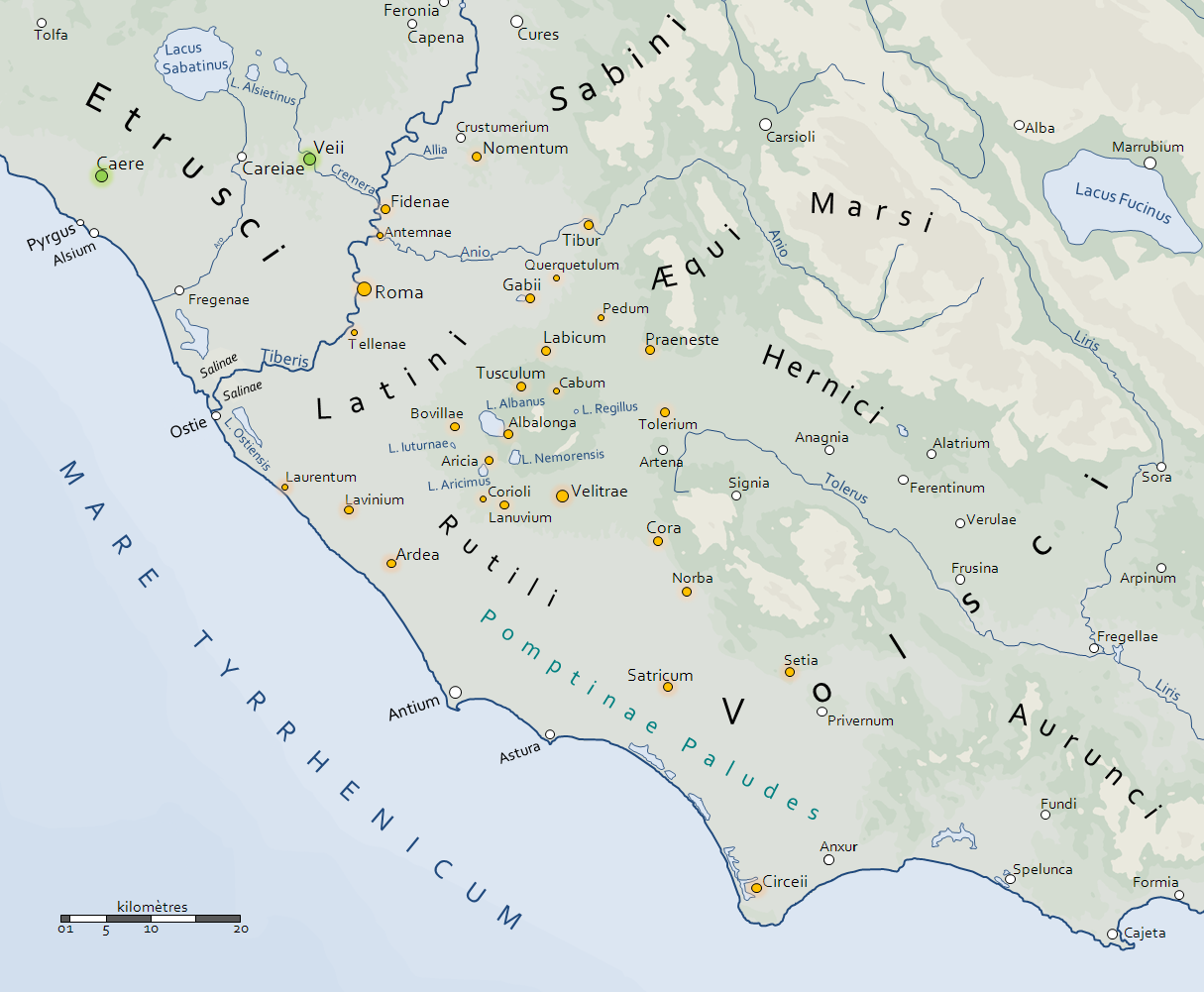
Laurentum et Lavinium sulla carta del Latium vetus

Facendo affidamento sulla distanza data dalla Tavola Peutingeriana tra Laurentum e Lavinium pari a 6 miglia romane (km 8,9 ca.), partendo da quest'ultima località (data ormai per certa la sua identificazione con il sito di Pratica di Mare), ed escludendo l'ipotesi improbabile di un percorso in linea retta di quella che sarà la via Severiana (II sec. d.C.), considerando ancora la distanza da Ostia di 8 miglia (km 11,85 ca.) e tenendo conto che non è dato sapere quali fossero i punti cardine per determinare le distanze, è con buona approssimazione localizzare il sito di Laurentum in un'area compresa tra le località di "Grotte di Piastra" e "Tor Paterno", ma molto più prossima a quest'ultima; località interne alla tenuta di Castel Porziano, dove in effetti si sono concentrati sin dal secolo XVIII le campagne di scavi archeologici che hanno restituito il maggior numero di reperti, anche se afferenti in larga parte a ville di età imperiale. Un ulteriore fattore di incertezza è dato dalla confusione tra il sito di Laurentum propriamente detto e l'area di pertinenza dell’ager laurentinum che in età arcaica si estendeva dai confini con Lavinium alla foce del Tevere: quando Augusto ripristinò il Vicus Augustanus Laurentinum l'antica città, sopraffatta dall'espandersi di Ostia e di Lavinium, era già scomparsa da circa due secoli.
Per quanto riguarda le distanze date da Plinio per raggiungere la sua villa laurentina, che secondo lo scrittore sarebbe stata costruita sopra i resti dell'antica Laurentum, le 14 miglia da percorrere con la via Laurentina sembrano coincidere con il percorso descritto da Pietro Rosa per la via Lavinate, a partire dalla Porta Raudusculana (appare opportuno, per una più corretta misurazione, trattandosi di un percorso ben anteriore all'era cristiana, fare astrazione dal circuito delle mura aureliane risalenti al III secolo d.C.) come asserito già nel 1824 da Stefano Piale, sull'attuale tracciato da piazza Albania, Porta San Paolo, via Ostiense, via Laurentina, via di Trigoria fino a giungere nei pressi dell'attuale tenuta di Castel Porziano. Appare inoltre evidente dalle medesime indicazioni date da Plinio, che dovendo lasciare la Laurentina al 14º miglio, questa non penetrasse più nell'ager laurentinus fino a raggiungere Laurentum, indirizzandosi molto probabilmente in altre direzioni (forse Lavinium), e che per raggiungere la villa occorreva percorrere altre 3 miglia, la distanza che attualmente intercorre pressappoco tra i margini della tenuta di Castel Porziano nei pressi di Castel Romano, e l'area posta tra Grotte di Piastra e Tor Paterno. 
Per quanto riguarda ancora i riferimenti dati da Plinio, se è vero che l'Ostiense, secondo il suo antico tragitto che iniziava alle falde dell'Aventino dalla porta Trigemina, inoltrandosi nel suo tratto iniziale tra l'argine sinistro del Tevere e il monte Testaccio per continuare a costeggiare il fiume fino al suo termine, veniva lasciata dopo 11 miglia (16 km circa), il diverticolo cui lo storico faceva riferimento e che dirigeva verso la sua villa, doveva essere fissato presso l'antica Ficana e lo scalo fluviale tiberino di Puilia Saxa nei pressi dell'attuale Acilia, piuttosto che arretrato, presso la località Tor di Valle e men che meno ancora prima, presso il Vicus Alexandri, identificabile forse nel suo primo tratto con via di Malafede. Essendo evidente la maggior lunghezza del percorso mediante la via Ostiense, la preferenza per questa via può essere spiegabile nel maggior traffico su quest'ultima, dovuta al porto omonimo, piuttosto che lungo la via Laurentina che se pur collegata alla Severiana, attraversava luoghi poco abitati e quindi meno sicura.

### Annotazioni
1. ↑  Anche se le fonti indicano la via Severiana prossima al litorale questa doveva necessariamente discostarsene per raggiungere Lavinium, per evitare pantani e luoghi paludosi, come la palus Laurentia e Capocotta, di cui  è testimoniata la presenza ancora nelle descrizioni topografiche dell'età moderna

### Riferimenti
1. ↑  Plinio il Vecchio, Naturalis Historia, III, 56.
2. 1 2  v. Laurentum in Antonio Nibby, Analisi storico-topografico-antiquaria della carta de' dintorni di Roma ..., Volume 2°, pp.189-207; Paola Brandizzi-Vittucci, Considerazioni sulla Via Severiana e sulla Tabula Peutingeriana, in M.E.F.R.A 1998, 2, pp.929-993; v. Amanda Claridge, Thomas Ashby nell'Agro Laurentino. Appunti e carte topografiche nell'archivio della British School at Rome
3. ↑  Strabone, Geografia, V, 3,2.
4. ↑  Tito Livio, 1, 1.
5. ↑  Tito Livio, I, 14.
6. ↑  Plutarco, Vite parallele, Vita di Romolo
7. ↑  Tito Livio, VII, 25.
8. ↑   Marco Anneo Lucano, VII, 337, in Pharsalia.
9. ↑   Erodiano, Istoria dell'impero dopo Marco (DjVu), traduzione di Pietro Manzi, Libro I, Roma, De Romanis, 1821.
10. ↑  ...Essa è discosta diciassette miglia dalla città [...] Non vi si va per una sola strada, perché vi conducono del pari la Laurentina e l'Ostiense, ma la Laurentina bisogna lasciarla dopo quattordici miglia, l'Ostiense dopo undici… (Plinio il Giovane, Epistulae, 2, 17, 15.). v. Andrea Schiavone, La villa di Plinio e la chiesetta paleocristiana, Roma 2006.
11. ↑  Sulle distanze indicate nella Tavola Peutingeriana per la via Laurentina e sulla via Severiana in generale v. Paola Brandizzi-Vittucci, Considerazioni sulla Via Severiana e sulla Tabula Peutingeriana, in M.E.F.R.A 1998, 2, pp.929-993.
12. ↑  Pietro Rosa, v. Dell'antica via Lavinate, in Annali dell'Istituto di Corrispondenza Archeologica, a.1869. pp.186-192.
13. ↑  v. Delle porte del Monte Aventino e delle altre occidentali di Roma… Dissertazione letta nella Pontificia Accademia Archeologica… 1824, Roma 1834, vol. II, pp. 9 e segg.
14. ↑  Sull'origine della Porta Ostiensis e sull'antico tracciato della via omonima che usciva dalla Porta Trigemina si veda S. Piale, Delle porte del Monte Aventino… cit.
15. ↑  Sull'identificazione del sito dove veniva celebrato il culto dei Terminalia in località Acqua Acetosa Laurentina, si veda Francesca Fulminante sulla base delle ricerche di Giovanni Colonna e Giuseppe Lugli, The Urbanisation of Rome and Latium Vetus: From the Bronze Age to the Archaic Era, 2014, in part. p.107
16. ↑  v. voce in Enciclopedia dell'Arte Antica, (Treccani) 1994, di J. R. Brandt e T. Fischer-Hansen
17. ↑  v. Antonio Nibby, Viaggio antiquario a Ostia, 1829, pp. 17 e segg.